# 小椋冬美
小椋 冬美（おぐら ふゆみ、1956年12月25日 - ）は、群馬県出身の漫画家。本名は後藤彩。血液型B型。
好きなバンドはecho&the bunnymen 。ボーカルのイアンマカロクは彼女の描く男の子をイメージしていたと考えられる。

## 概要
- デビュー作は「うれしい昼下がり」（1975年のりぼん新人漫画賞佳作受賞作、1976年の『りぼんお正月大増刊号』に掲載）。
- 『りぼん』（集英社）で、「リップスティック・グラフィティ」や「さよならなんていえない」を描き、じわじわと人気が出た。
- 1987年からはフリーになり、様々な雑誌にて活躍。
- 同期は清原なつの、笈川かおるなど。
- 2010年、久々に新作「ヴィーナス！」を『コーラス』に発表。

## 作品
りぼんマスコットコミックス（集英社）
『6月の風にゆれて』（1978年）
「6月の風にゆれて」「うれしい昼下がり」「ウェンディの小さな家」「冬色の絵本」「たんぽぽのメロディ」
『金曜日にはママレード』（1979年）
「金曜日にはママレード」「雨のささやき」「魔法のオレンジ・エッセンス」「ラバーズ・コンチェルト」「きまぐれな鳩時計」
『ルフラン夢色』（1980年）
「ルフラン夢色」「海よ遠い波の歌」「桜降る春のまん中」「気分でとばせて」「いとしのサマーブルー」
『Mickey　ミッキー』（「りぼん」1980年2月号 - 不明）
「Mickey」「星の扉をノックして」「きんぽうげ」
『Mickey 2　ミッキー2』（1981年）
「Mickey」「週末」
『赤い天使』（1982年）
「赤い天使」「ひそやかに秋は沈黙する」「だから今夜はスローダンス」
『リップスティック・グラフィティ』（1982年）
「リップスティック・グラフィティ」「熱い紅茶のおかわり」
『さよならなんていえない1』　『さよならなんていえない2』　『さよならなんていえない3』（1983年）
『ごめんねダーリン』（1984年）
『夢で逢えたら』（1985年）
『シルク』（1985年）
「シルク」「いつかこんな晴れた日」「花まつり」「砂漠の夜へどうぞ」
『パーティーがはじまる（前編）』（1986年）
「パーティーがはじまる」「うさぎ頃のマリア」
『パーティーがはじまる（後編）』（1987年）
「パーティーがはじまる」「夏がやさしく」
ヤングユーコミックス（集英社）
『ビーマイベイビー1』（1987年）
「prologue.1　バイバイ　ロマンティック」「prologue.2　ビーマイベイビー」 「ビーマイベイビー　ACT.I」「ビーマイベイビー　ACT.II」
『ビーマイベイビー2』（1987年）
「ビーマイベイビー　ACT.III」「ビーマイベイビー　ACT.IV」「ビーマイベイビー　ACT.V」「ビーマイベイビー　ACT.VI」「夏草の青くかがやく」
『僕の好きなPeach Pie』（1988年）
『夢の人たち』（1990年）
「第1話　カレン」「第2話　ジャン・ピエール」「第3話　青木くん」「第4話　成美」「第5話　香子」「第6話　カレン―その2―」「ダークランド」
『オリーブの木陰』（1991年）
「オリーブの木陰」「イエロー・リボン」「グリーン　ベルベット」「デイジー」「夏の休暇」「あなたの青空」
『スイートミュージック』（1993年）
「リップス」「薔薇色のお酒」
『マルガリータ』（1997年）
「マルガリータ」「春に降る雨」「蜂蜜」「ひまわり」「ラ・メーラ」「サファイア」「真珠の夢」
KC mimi（講談社）
『バランタイン1』（1988年） 『バランタイン2』（1992年）
『彼女の生活』（1989年）
「彼女の生活」「ミス・ブロンデルの場合」「楽園の果実」「今宵　貴方（あなた）と――愛と薔薇の日々」「ひらひら」
モーニングKC（講談社）
『天のテラス1』（1991年）
「ついてない日」「2階のぞうさん」「パン屋の娘」「午後のカフェ」「ミセス・ファーロー」「Weekend」「Sandwich Bar」「クリスマス」「鳥の巣」「春に咲く花」「Homeless」「夏の少し前、草の匂うある日」「アニタ」
『天のテラス2』（1993年）
「クリスマスの夜」「Year of the Cat」「開演前」「レストランにて〜男と女」「レストランにて〜食べる男」「夏の色」「ハーシーズ・ドライブイン」「雪の日」
『天のテラス3』（1995年）
「ベストパートナー」「磨かれたい」「噂の女」「犬の生活」「その答は愛」「ジャングルへ行こう」「薔薇の奇跡」
ヤングロゼコミックスDX（角川書店）
『ローズ・ガーデン』（1995年）
「ローズ・ガーデン」「プランタン」「エンジェル・ブレス」「ダージリン」「月の記憶」
クイーンズコミックス（集英社）
『キール・ロワイヤル』（2001年）
「マルガリータ」「アイリッシュ・ローズ」「スティンガー」「キューバ・リバー」「ハイ・ライフ」「キール・ロワイヤル」「ヘヴンズ・ドア」
『小椋冬美 THE BEST Sweet Seven Stories』（2003年）
「オリーブの木陰」「プランタン」「蜂蜜」「夏の休暇」「楽園の果実」「KISS」「みーはー探検隊　張國榮（レスリー・チャン）はえらい！」
KCDX（講談社）
『ムーンライト・ランデヴー~小椋冬美のお蔵出し~(1)』（2012年）
「春の匂い」「月の下で」「愛の音色」「specialist」「Sexy and Sweet」「冬の暖かい日」「ピクニック」「遥かな国の物語」
『ビーマイベイビー・リターンズ~小椋冬美のお蔵出し~(2)』（2012年）
「BQ」ACT-1〜5「ビーマイベイビー・リターンズ」「5月の出来事」（『mimiカーニバル』掲載）
『眠れぬ森~小椋冬美のお蔵出し~(3)』（2012年）
「眠れぬ森」」（『りぼん』掲載）「カンパーニャ」第1〜4話「ベージュ」「クッキー＆クリーム」「アフタヌーン」
『星草の園~小椋冬美のお蔵出し~(4) 』（2012年）
「星草の園」（『りぼんオリジナル』掲載）「緑の園」（『別冊YOUNG YOU』掲載）「緑の園　春の巻」（『YOUNG YOU』掲載）
「緑の園　花の巻」（『YOUNG YOU COLORS』掲載）「ヴィーナス！」第1話（『コーラス』2010年3月号）第2話（『コーラス x iedit（イディット）』2010年掲載）
『小椋冬美の総ざらい)』（2013年）
「バランタイン」「スカイウォーカーズ」第1〜3話（『モーニング』にて連載）「ブロンディ」第1〜2話「緑」「Christmas」
単行本未収録作品
「チャレンジ倶楽部　アジアン・スイーツを作りそして食す！」（4ページ　『YOUNG YOU』掲載）「シャーリーはごきげん」（読切『grape fruit グレープフルーツ』1987年10月号 第36号掲載）